# Delias neagra
Delias neagra är en fjärilsart som beskrevs av Jordan 1912. Delias neagra ingår i släktet Delias och familjen vitfjärilar. Inga underarter finns listade i Catalogue of Life.